# Børge Ring
Børge Ring (17 de febrero de 1921-27 de diciembre de 2018) fue un animador nacido en Ribe, Dinamarca, en 1921. Además era jazzista profesional.
Era uno de los animadores más reconocidos de Europa. Estuvo en la industria desde los años 50, y trabajó casi en cada una de las animaciones europeas de los 70 y 80, entrenando a generaciones de nuevos artistas. En todo ese tiempo hizo tres películas personales, de manera independiente.

## Obra personal
Si bien su obra personal es netamente independiente, en su estilo puede verse una enorme influencia de Disney. Recurre a la metáfora visual para narrar sus historias. Estos cortometrajes han sido reconocidos por la Academia y por el festival de Cannes.
- Oh My Darling, nominada al Oscar.
- Anna & Bella, ganadora del Oscar en 1986.
- Run of the Mill, creada para la UNICEF.